# Kaplica na Polu Pasterzy
Kaplica na Polu Pasterzy – katolicka kaplica znajdująca się w Bajt Sahur koło Betlejem. Położona jest w miejscu, w którym zgodnie z przekazami biblijnymi anioł ogłosił pasterzom narodzenie Jezusa.

## Historia
Kościół został wzniesiony według projektu włoskiego architekta Antonia Barluzziego.

## Architektura
Świątynia jest niedużym jednonawowym kościołem, zwieńczonym kopułą. Na szczycie fasady znajduje się niewielka dzwonnica z trzema dzwonami.

## Wnętrze
Wnętrze jest bardzo skromne. W centrum świątyni stoi prosty ołtarz posoborowy i ambonka. Wewnętrzna rotunda pod kopułą otoczona jest łukowatymi arkadami. W kaplicy nie ma chóru.